# Мартін Хагстрем
Мартін Хагстрем (швед. Martin Hagström, 26 травня 1973, Стокгольм, Королівство Швеція) — шведський дипломат та колишній журналіст. Надзвичайний і Повноважний Посол Королівства Швеція в Україні в 2016—2019 роках. Посол Швеції на Кіпрі (з 2022 року).

## Біографія
Закінчив Стокгольмський університет, має ступінь з журналістки. Вивчав російську мову, політологію та право. Володіє англійською, російською, французькою мовами.
Мартін Хагстрем працював журналістом, потім перейшов на дипломатичну службу. Був співробітником в Генеральному консульстві в Санкт-Петербурзі. Працював постійним представником Королівства Швеція в представництві ЄС в Брюсселі і був керівником групи в комітеті по Східній Європі та Центральній Азії.
З 2010 до 2013 рік обіймав посаду керівника відділу по Східній Європі в Міністерстві закордонних справ Швеції.
З червня 2013 року протягом трьох років займав посаду посла у Східному партнерстві при Міністерстві закордонних справ Швеції у Стокгольмі.
З вересня 2016 року по 24 серпня 2019 року — Надзвичайний і Повноважний Посол Королівства Швеція в Києві.
З вересня 2022 року — Надзвичайний і Повноважний Посол Швеції на Кіпрі.